# Martha Boto
Martha Boto, née le 27 décembre 1925 à Buenos Aires et morte le 13 octobre 2004 à Paris, est une artiste cinétique. 

## Biographie
Martha Segunda Boto naît à Buenos Aires dans une famille originaire d'Espagne. Elle hérite des goûts de son grand-père et de sa mère pour le théâtre, l'art, et la musique. Très jeune elle manifeste des prédispositions pour le dessin et la peinture. Sous les encouragements de sa mère elle s'inscrit à l'École Nationale des Beaux-Arts de Buenos Aires et en sort diplômée en 1946, ce qui lui confère le titre de professeur de dessin. L'année suivante, elle réussit avec succès le concours d'entrée à la très renommée École Supérieure des Beaux Arts, où elle approfondit ses connaissances. Elle en sort diplômée en 1950 et obtient la prestigieuse bourse de fin d'études Ernesto de la Carcova, qui récompense les meilleurs élèves. Parallèlement à sa formation elle enseigne le dessin et exerce une carrière de peintre.
Dès 1947 deux prix de peinture lui sont attribués, témoignant de son talent et du succès de sa peinture auprès de ses contemporains. Ce sont surtout les paysages captées dans la nature et les scènes de vie quotidienne qui l'intriguent, avant de s'intéresser à l'abstraction géométrique en 1954. Entre 1951 et 1960 huit expositions personnelles lui sont consacrées.
En 1956 elle se rapproche des partisans de l'art concret, qui se fixent pour objectif de perpétuer l’avant-garde qui se forma, quelques années plus tôt, avec le groupe Arte concreto Invencion et Madi, et intègre l’association Arte Nuevo, dont Arden Quin était l’initiateur. Dans le cadre des rencontres Arte Nuevo, elle fait la connaissance de Grégorio Vardanega qui deviendra son compagnon de vie. Sa partit de 1957 elle adhère au groupe A.N.F.A. (Artistes Non Figuratifs Argentins) et participe à de nombreuses manifestations d'art concret. Durant cette période elle manifeste ses premières inquiétudes relatives à l'espace et élabore ses premiers mobiles de plexiglas en mouvement aléatoire. 
En 1958 elle voyage à Paris, puis en 1959, elle s'y fixe définitivement avec Grégorio Vardanega. Au début des années soixante elle intègre le milieu de la galerie Denise René, qui fait la promotion de son œuvre, tant à Paris qu'a l'étranger. 
À partir de 1963 elle utilise l'électricité dans son travail et réalise ses premières œuvres cinétiques. Elle collabore au mouvement international Nouvelle Tendance dès 1963, et participe aux rencontres les plus déterminantes de ce groupe, dont l'objectif est la reconnaissance du cinétisme. En 1964, sa première exposition personnelle, à Paris, lui est consacrée à la Maison des Beaux-Arts. Ses fameuses boîtes lumino-cinétiques voient le jour dès cette période.
Plusieurs de ces œuvres sont présentées à l’exposition << Lumière et mouvement >>, au Musée d'art moderne de la ville de Paris en 1967. L'année suivante elle réalise surtout des mobiles avec des disques de plexiglas colorés. En 1969 la galerie Denise René organise une grande rétrospective qui retrace son parcours d’artiste cinétique.
Au début des années soixante-dix, Martha Boto réalise ses dernières structures cinétiques dépourvues de lumière, inspirées par le mouvement des astres. À partir de 1972 elle revient progressivement à la peinture et à des formes sculpturales plus traditionnelles. 
Durant les années soixante et au-delà, elle participe à de très nombreuses manifestations en France et à travers le monde. Encore aujourd'hui elle est représentée dans des expositions consacrées à l'abstraction géométrique et à l'art cinétique. Des institutions françaises et étrangères, privées et publiques, conservent ses œuvres. De nombreux collectionneurs possèdent et acquièrent toujours son travail, de manière à lui assurer une place importante dans le marché de l'art. 
Dans les dernières années de son travail, la peinture réapparaît et exploite des rythmes ondulatoires, graphismes : séries des 
- « Cyclistes »
- « Jeux »
- « Vallée des escargots »
- « Communications
- « Vibrations »

## Expositions personnelles
- 1952 Galería Van Riel, Buenos Aires, Argentina.
- 1953 Galería Van Riel, Buenos Aires, Argentina.
- 1954 Galería Krayd, Buenos Aires, Argentina.
- 1955 Galería Krayd, Buenos Aires, Argentina.
- 1956 Galería Galatea, Buenos Aires, Argentina.
- 1957 Estímulo de Bellas Artes, Buenos Aires, Argentina.
- 1958 Galería H, Buenos Aires, Argentina.
- 1958 Galería H, Buenos Aires, Argentina.
- 1964 Maison des Beaux-Arts, C.R.O.U.S., Paris, France.
- 1969 Galerie Denise René, Paris, France.
- 1976 Centre d’Action Culturelle Les Gémeaux, Paris, France.
- 1993 Espace Bateau Lavoir, Paris, France.
- 1996 Galerie Argentine, Paris, France.
- 1997 Saint-Lambert Post Office, Paris, France.
- 2006 Contact Le cyber Cosmos de Boto et Vardanega, Sicardi Gallery

## Expositions collectives
- 1962 Art latino américain à Paris: Martha Boto, Jorge Camacho, Simona Ertan, Joaquin Ferrer, Eduardo Jonquieres, Wifredo Lam, Roberto Matta, Jesus Rafael Soto, Hervé Télémaque..., Musée d'art moderne de la ville de Paris.
- 2012 Mouvement et lumières, Fondation Villa Datris[1].
- 2003 Geometrias heterodoxas: Martha Boto, Eugenia Crenovich, Simona Ertan, Auguste Herbin, Virgilio Villalba..., Musée d'art moderne de Bucarest.